# Victor Cordero Gonzales
Victor Cordero Gonzales (* 13. Mai 1893 in Yungay; † 16. September 1949) war ein peruanischer Sänger und Komponist.
Cordero studierte Musik an der Escuela de Artes y Oficios in Huaráz. Später wurde er Mitglied des Orchesters der Policía Nacional in Lima, dem er bis 1921 angehörte. In diesem Jahr heiratete er Justina Romero Ramírez, mit der er elf Kinder bekam. Sie lebten zunächst zwei Jahre in Chavin, wo Cordero dem Gemeinderat angehörte und die Banda de musicos de la Municipalidad de Chavin de huantar gründete. Aus diesem Orchester gingen u. a. die Musiker Artemio La Rosa Bardales, Huiscu Marcelo, Claudio Mejía, Chuspi Toribio, Silvio Moreno und Manuel Cotrina hervor.
1934 kehrte er als Professor für Musik und Gesang in seine Heimatstadt zurück und leitete die Band und das Orchester der Escuela Normal Ignacio Amadeo Ramos in Tingua. Von 1938 bis zu seinem Tod 1949 war er Professor für Musik und Direktor der Banda de Músicos am Colegio Nacional Santa Inés in Yungay. Mit Juan Olivera Cortez baute er in den 1930er Jahren das Orchester Sol de Oro de Yungay auf. Außerdem war er Gründer der Streichorchesters Lira Huaylina in Caraz.
Cordero komponierte mehr als 100 Walzer, Marchas, Pasodobles und Marineros, darunter populäre Stücke wie Azucena blanca flor, El aborrecido, Huanchaco, Lejos y ausente, El estudiante und Buen colegial. Seine Kompositionen wurden von Musikern wie Jacinto Palacios Zaragoza, María Alvarado Trujillo, Angélica Harada Vásquez, Juan Rosales und Asunta Tupac interpretiert.